# Claudio Valenzuela (actor)
Claudio Arturo Valenzuela Contreras (Santiago, 20 de noviembre de 1954) es un actor de teatro, cine y televisión, y comediante chileno. Es especialmente reconocido por su personaje cómico El Cochiguaz, nacido en el programa de televisión Na' que ver con Chile a mediados de los años 1990.

## Filmografía
| Año  | Título                | Papel              | Director           |
| ---- | --------------------- | ------------------ | ------------------ |
| 1990 | ¡Viva el novio!       | Primo Infante      | Gerardo Cáceres    |
| 2007 | Casa de remolienda    | Remolacha Sanhueza | Joaquín Eyzaguirre |
| 2008 | Lokas                 | Gonzalo            | Gonzalo Justiniano |
| 2011 | La lección de pintura | Capataz            | Pablo Perelman     |
| 2017 | Cabros de mierda      | Animador           | Gonzalo Justiniano |
| 2019 | Hecho bolsa           |                    | Felipe Izquierdo   |
| 2021 | La mirada incendiada  | Héctor             | Tatiana Gaviola    |

## Televisión
| Año  | Título                   | Papel                        | Canal               |
| ---- | ------------------------ | ---------------------------- | ------------------- |
| 1982 | De cara al mañana        | Antonio ''Tuco'' López       | Televisión Nacional |
| 1984 | Los títeres              | Félix Müller                 | Canal 13            |
| 1984 | La torre 10              | Carlos Azócar                | Televisión Nacional |
| 1985 | Marta a las ocho         | Guillermo ''Willy'' González | Televisión Nacional |
| 1985 | Morir de amor            | Alberto Cardoso              | Televisión Nacional |
| 1986 | La dama del balcón       | Francisco Ramírez            | Televisión Nacional |
| 1986 | La Villa                 | Roberto Peralta              | Televisión Nacional |
| 1987 | Mi nombre es Lara        | Raimundo Castro              | Televisión Nacional |
| 1988 | Bellas y audaces         | Gregorio ''Goyo'' Oviedo     | Televisión Nacional |
| 1989 | A la sombra del angel    | Esteban Dupré                | Televisión Nacional |
| 1993 | Jaque mate               | Braulio Clavijo              | Televisión Nacional |
| 1995 | Juegos de fuego          | Marco Antonio Lara           | Televisión Nacional |
| 1998 | Amándote                 | René                         | Canal 13            |
| 1999 | Fuera de control         | Denver Ausensi               | Canal 13            |
| 2000 | Corazón pirata           | Lázaro Meneses               | Canal 13            |
| 2014 | Las 2 Carolinas          | Gonzalo Cruz                 | Chilevisión         |
| 2013 | Socias                   | Javier Rodríguez             | Televisión Nacional |
| 2017 | Dime quién fue           | Iván Novoa                   | Televisión Nacional |
| 2019 | Gemelas                  | Samuel Tamayo                | Chilevisión         |
| 2020 | 100 días para enamorarse | Anselmo                      | Mega                |
| 2024 | Al sur del corazón       | ''Tito'' Bruna               | Mega                |

| Año  | Título                   | Papel              | Notas                                   |
| ---- | ------------------------ | ------------------ | --------------------------------------- |
| 1990 | Los Venegas              | Benjamín Maturana  |                                         |
| 1997 | Brigada Escorpión        | Juan Luis Aguilera | Episodio: Muerte en departamento piloto |
| 1998 | Las historias de Sussi   | Rubén              | Episodio: En el correo del amor         |
| 2003 | La vida es una lotería   |                    | Episodio: Hogar paraíso                 |
| 2005 | Heredia y asociados      | Osorio             | Episodio: Tu también estás muerto       |
| 2006 | Mea culpa                | Alex Caris         |                                         |
| 2006 | JPT: Justicia para todos | Ricardo            | Episodio: La micro                      |
| 2008 | Huaiquimán y Tolosa      | Pablo              | Episodio: En las patas de los caballos  |
| 2008 | Héroes                   | José Velásquez     | Episodio: Balmaceda                     |
| 2015 | Los años dorados         | Freddy             | 4 episodios                             |
| 2022 | El día menos pensado     | Enzo Eyzaguirre    | Episodio: La cicatriz                   |

#### Programas
- 1975: Sábado gigante: Tip Top (Canal 13)
- 1997-1998: Teatro en Canal 13 (Canal 13) como varios personajes
- 1997-1998: Na' que ver con Chile (Canal 13) como varios personajes
- 1997-2002: Venga conmigo (Canal 13) como El Cochiguaz
- 1999: Chita Q' Lindo (Canal 13)
- 2007-2011: Teatro en Chilevisión (Chilevisión) como varios personajes